# Paspalum
Genre

Paspalum ou ou Paspale est un genre de plantes monocotylédones de la famille des Poaceae (graminées), sous-famille des Panicoideae, à répartition cosmopolite, qui comprend plus de 300 espèces.
Ce sont des plantes herbacées, généralement vivaces, aux tiges généralement dressées, parfois rampantes, pouvant atteindre de 10 à 300 cm de long, aux inflorescences composées de ramifications spiciformes, souvent digitées.
Elles se rencontrent principalement dans les régions chaudes, dans des régions tropicales ou océaniques, et dans des habitats très variés, la plus souvent ouverts, dans les savanes, les prairies herbeuses, en lisière des forêts et au bord des routes, aussi bien que dans des endroits humides, les marais salants côtiers et intérieurs.
Le genre Paspalum présente une grande diversité spécifique, on y rencontre plus de 300 espèces reparties dans 38 groupes taxonomiques (Chase, 1929 cité par Batista et al., 2001).
C'est un genre surtout américain. Il renferme de très bonnes espèces fourragères, surtout en pâturages artificiels.
Les espèces à port dressé, comme Paspalum plicatulum, Paspalum dilatatum, Paspalum virgatum, Paspalum notatum, sont particulièrement intéressantes par leur facilité de multiplication par graines et leur rusticité.

## Caractéristiques générales
Les espèces du genre Paspalum sont des plantes herbacées, généralement vivaces, parfois annuelles, qui peuvent être cespiteuses (tiges formant des touffes) ou rhizomateuses (aux rhizomes traçants) ou stolonifères. Les tiges (chaumes) sont généralement dressées, parfois rampantes, pouvant atteindre de 10 à 300 cm de long.
Les feuilles ont un limbe plat, linéaire ou étroitement lancéolé, et présentent une ligule membraneuse,.
Les inflorescences sont composées de racèmes spiciformes, disposés de façon digitée ou dispersée, au rachis plat, souvent ailé.
Les épillets, solitaires ou appariés, de forme orbiculaire, ovale ou elliptique, sont pédicellés et disposés sur 2 à 4 rangs densément peuplés.
La glume inférieure est généralement absente, ou rarement réduite à une petite écaille.
La glume supérieure, convexe, membraneuses ou parcheminée, est aussi longue que l'épillet, ou presque aussi longue, et présente de 3 à 7 nervures. Elle est rarement absente.
Le nombre chromosomique de base est x = 10 ou x= 12. Il existe des espèces diploïdes, tétraploïdes et hexaploïdes.

## Distribution et habitat
La plupart des espèces du genre Paspalum sont originaires du sud du continent américain, principalement des États de Rio Grande do Sul, Santa Catarina, Parana et Mato Grosso do Sul au Brésil, ainsi que de l'Uruguay, du nord de l'Argentine et du centre-est du Paraguay (Chase, 1937; Burton, 1945, Barreto, 1974 et Valls, 1987) cités par Batista et al. (2001). 

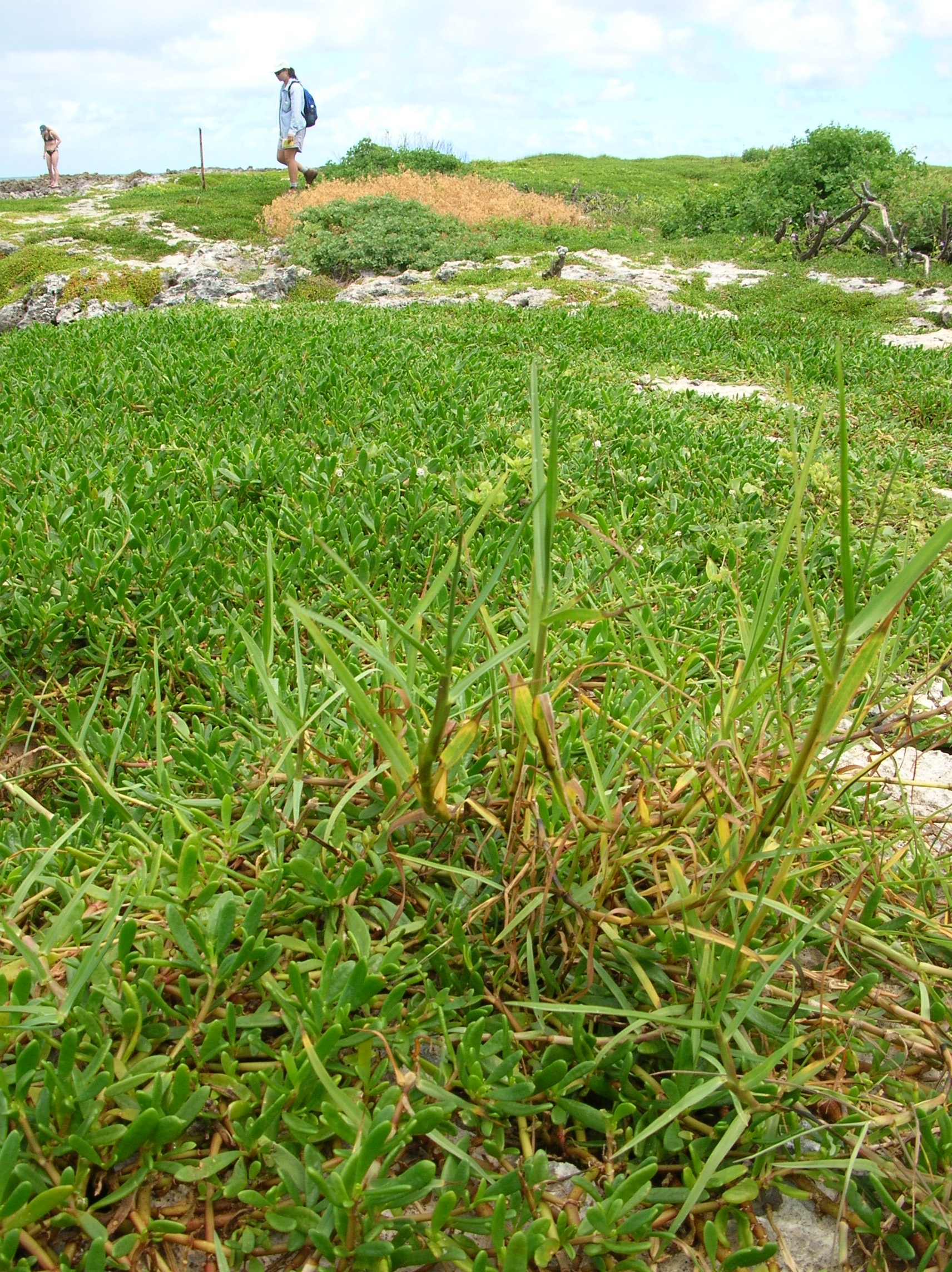
Exemple de gazon naturel dominé par Paspalum vaginatum à Hawaï.

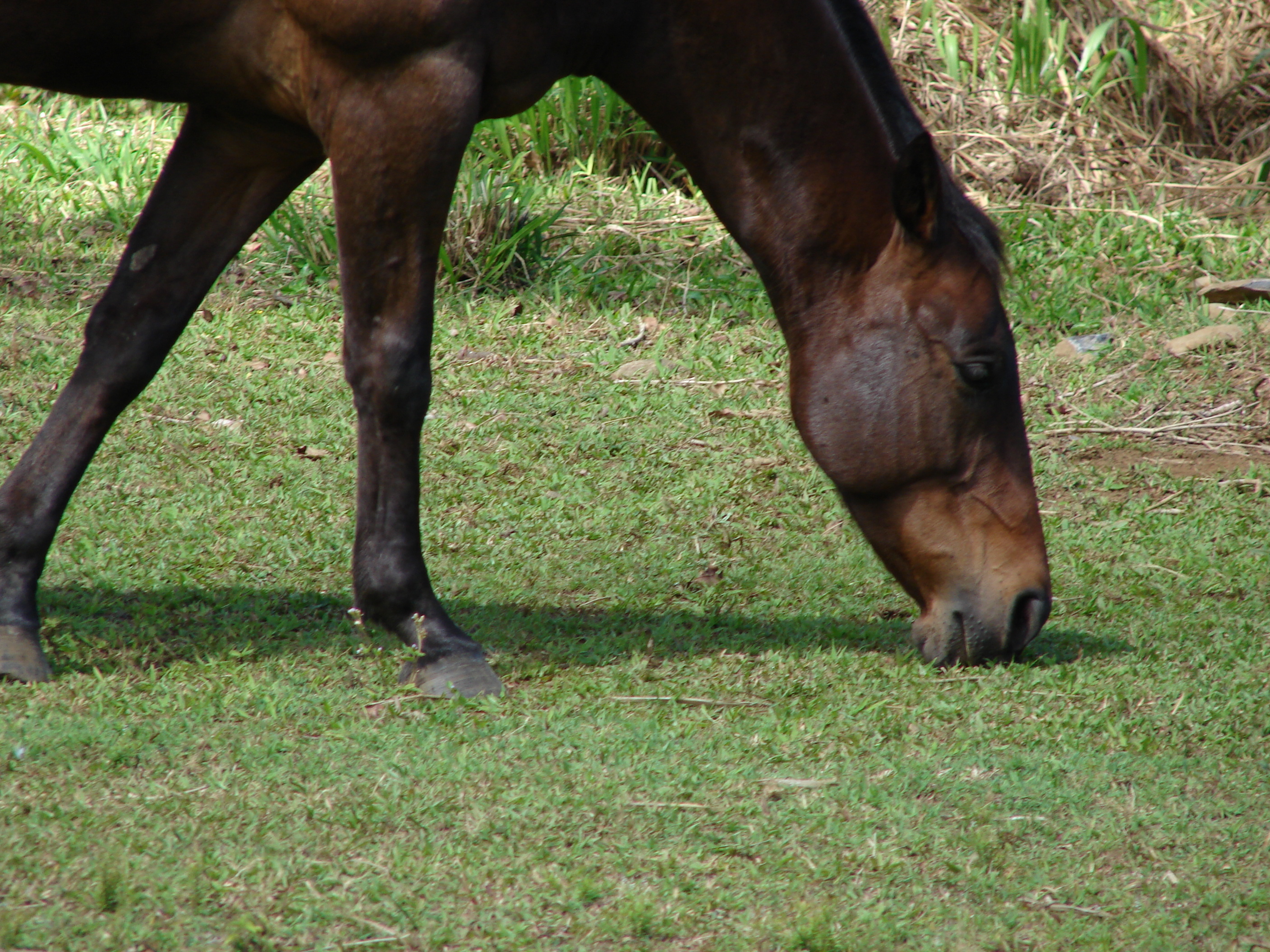
Gazon de Paspalum vaginatum brouté par un cheval, à Hawaï.

En Amérique, les espèces du genre Paspalum poussent depuis la Basse-Californie au Mexique jusqu'au Pérou vers le sud. 

Certaines variétés se sont installées dans les rizières sub-littorales de Guyane.
En France, des espèces du genre Paspalum poussent sur les berges des cours d'eau, en lisière des prairies humides. 

On en trouve par exemple le long de la Loire, notamment en Anjou, dans les boires, ancien bras mort de la Loire, (Boire de Champtocé).

## Utilisation et importance économique

### Plantes fourragères
On utilise des espèces de Paspalum comme plantes fourragères pour les animaux.
Comme pour presque toutes les graminées, leur teneur en protéines est relativement faible (6 à 10 %/MS) et celle en fibres naturellement élevée (30 à 35 % de cellulose brute)[réf. nécessaire].
Le potentiel fourrager du genre Paspalum est bien reconnu et mis en évidence. Dans de nombreuses zones écologiques d'Amérique latine, les formations végétales sont dominées par les espèces du genre Paspalum et produisent la plus grande partie du fourrage (Valls, 1987). Selon Rodrigues (1986), les espèces Paspalum dilatatum, Paspalum notatum et Paspalum plicatulum présentent une excellente capacité d'adaptation aux conditions des zones tropicales et subtropicales. Ces espèces ne sont pas très exigeantes en fertilité du sol et  se développent bien même dans les sols sablonneux et pauvres. Tout récemment, un cultivar de Paspalum atratum, nommé 'Suerte' a été créé aux États-Unis et un autre appelé 'Ubon' en Thaïlande.
Une des espèces, Paspalum dilatatum, supporte bien la sécheresse.

### Plantes à gazons

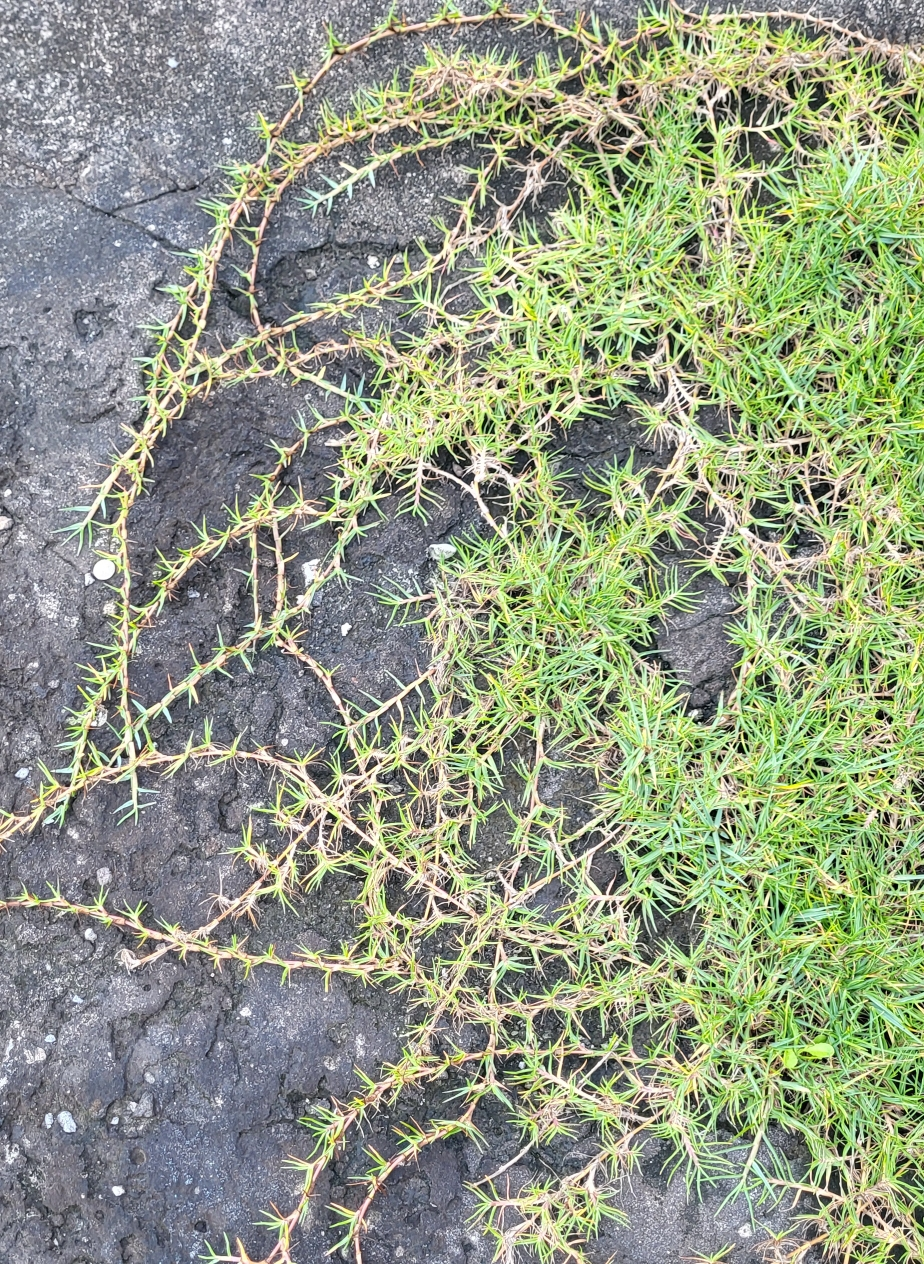
Paspalum vaginatum en bord de mer à la Martinique.

Des variétés de certaines espèces telles que Paspalum vaginatum sont utilisés pour les gazons d'espaces verts, terrains de sports ou certains terrains de golf. 
Plusieurs cultivars sont utilisés pour des golfs moins polluants parce que nécessitant moins d'eau, résistante au sel marin et résistant à l'enfouissement par le sable apporté par les tempêtes. Ils sont en particulier utilisés pour installer des golfs en bordure de mer en zone tropicale, là où les gazons classiques résistent mal. De ce fait, certains considèrent que c'est faire du verdissage que de promouvoir cette plante sans citer ce risque, car de nouveaux golfs risquent ainsi de se substituer plus facilement à des milieux naturels souvent déjà menacés, notamment sur les atolls coralliens et les milieux arrières-littoraux aménagés pour un tourisme de luxe. Mais cette espèce peut y être déjà présente naturellement.

### Plantes alimentaires
Une espèce, Paspalum scrobiculatum, la millet kodo, est cultivée traditionnellement, en Inde notamment, comme céréale secondaire.

### Mauvaises herbes
De nombreuses espèces du genre Paspalum peuvent être considérées comme des mauvaises herbes des cultures, mais aussi des terrains de golf , notamment Paspalum  ciliatifolium, Paspalum conjugatum, Paspalum dilatatum,  Paspalum fimbriatum, Paspalum fluitans, Paspalum  laeve, Paspalum lividum, Paspalum longifolium,  Paspalum notatum, Paspalum paspaloides, Paspalum  plicatulum, Paspalum scrobiculatum, Paspalum thunbergii,  Paspalum urvillei, Paspalum vaginatum, Paspalum  virgatum. 
Plusieurs de ces espèces telles que Paspalum vaginatum peuvent aussi être considérées comme des plantes envahissantes dans certaines régions.

## Écologie, agroécologie
La résistance aux incendies répétés de prairies de pampa dominées par Paspalum quadrifarium et l'influence du feu sur l'appétence du couvert pour les bovins ont été étudiés en Amérique du Sud.

## Liste des espèces
Selon World Checklist of Selected Plant Families (WCSP) (22 janv. 2012) :
- Paspalum acuminatum Raddi (1823)
- Paspalum acutifolium León (1920)
- Paspalum acutum Chase (1927)
- Paspalum adoperiens (E.Fourn.) Chase (1929)
- Paspalum affine Steud. (1853)
- Paspalum albidulum Henrard (1942)
- Paspalum alcalinum Mez (1917)
- Paspalum almum Chase (1933)
- Paspalum alterniflorum A.Rich. (1850)
- Paspalum altsonii Chase (1937)
- Paspalum ammodes Trin. (1826)
- Paspalum amphicarpum Ekman (1929)
- Paspalum anderssonii Mez (1917)
- Paspalum apiculatum Döll (1877)
- Paspalum approximatum Döll (1877)
- Paspalum arenarium Schrad. (1824)
- Paspalum arsenei Chase (1929)
- Paspalum arundinaceum Poir. (1810)
- Paspalum arundinellum Mez (1921)
- Paspalum aspidiotes Trin. (1829)
- Paspalum atabapense Davidse & Zuloaga (1992)
- Paspalum atratum Swallen (1967)
- Paspalum azuayense Sohns (1955)
- Paspalum bakeri Hack. (1906)
- Paspalum barbinode Hack. (1901)
- Paspalum barclayi Chase (1927)
- Paspalum batianoffii B.K.Simon (1992)
- Paspalum bertonii Hack. (1911)
- Paspalum biaristatum Filg. & Davidse (1994)
- Paspalum bifidifolium Soderstr. (1965)
- Paspalum bifidum (Bertol.) Nash (1897)
- Paspalum blodgettii Chapm. (1860)
- Paspalum bonairense Henrard (1943)
- Paspalum bonplandianum Flüggé, Gram. Monogr. (1810)
- Paspalum botteri (E.Fourn.) Chase (1923)
- Paspalum brachytrichum Hack. (1901)
- Paspalum breve Chase (1912)
- Paspalum buchtienii Hack. (1908)
- Paspalum burchellii Munro ex Döll (1877)
- Paspalum burmanii Filg., Morrone & Zuloaga (2001)
- Paspalum cachimboense Davidse, Morrone, Zuloaga (2001)
- Paspalum caespitosum Flüggé, Gram. Monogr. (1810)
- Paspalum campinarum Filg. & Davidse (1996)
- Paspalum canarae (Steud.) Veldkamp (1973)
- Paspalum candidum (Flüggé) Kunth (1815)
- Paspalum capillifolium Nash (1912)
- Paspalum carinatum Flüggé, Gram. Monogr. (1810)
- Paspalum centrale Chase (1927)
- Paspalum ceresia (Kuntze) Chase (1925)
- Paspalum chacoense Parodi (1932)
- Paspalum chaffanjonii Maury (1889)
- Paspalum chaseanum Parodi (1932)
- Paspalum cinerascens (Döll) A.G.Burm. & M.Bastos, Bol. Mus. Paraense Emilio Goeldi (1988)
- Paspalum clandestinum Swallen (1967)
- Paspalum clavuliferum C.Wright (1871)
- Paspalum comasii Catasús (1980)
- Paspalum commune Lillo, Fl. Prov. Tucuman (1916)
- Paspalum compressifolium Swallen (1967)
- Paspalum conduplicatum Canto-Dorow, Valls & Longhi-Wagner (1995)
- Paspalum conjugatum P.J.Bergius (1772)
- Paspalum conspersum Schrad. (1824)
- Paspalum convexum Flüggé, Gram. Monogr. (1810)
- Paspalum corcovadense Raddi (1823)
- Paspalum cordaense Swallen (1967)
- Paspalum cordatum Hack. (1910)
- Paspalum coryphaeum Trin. (1826)
- Paspalum costaricense Mez (1917)
- Paspalum costellatum Swallen (1967)
- Paspalum crinitum Chase ex Hitchc. (1913)
- Paspalum crispatum Hack. (1909)
- Paspalum crispulum Swallen (1967)
- Paspalum cromyorhizon Trin. ex Döll (1877)
- Paspalum crustarium Swallen (1967)
- Paspalum culiacanum Vasey (1893)
- Paspalum cultratum (Trin.) S.Denham (2005)
- Paspalum curassavicum Chase (1943)
- Paspalum cymbiforme E.Fourn. (1886)
- Paspalum dasypleurum Kunze ex É.Desv. (1853)
- Paspalum dasytrichum Dusén ex Swallen (1967)
- Paspalum decumbens Sw. (1788)
- Paspalum dedeccae Quarín (1975)
- Paspalum delavayi Henrard (1928)
- Paspalum delicatum Swallen (1948)
- Paspalum densum Poir. (1804)
- Paspalum denticulatum Trin. (1826)
- Paspalum difforme J.Le Conte (1820)
- Paspalum dilatatum Poir. (1804)
- Paspalum dispar Chase (1929)
- Paspalum dissectum (L.) L. (1762)
- Paspalum distachyon Poir. ex Trin., Mém. Acad. Imp. Sci. Saint-Pétersbourg, Sér. 6, Sci. Math. (1834)
- Paspalum distichum L., Syst. Nat. ed. 10 (1759)
- Paspalum distortum Chase (1929)
- Paspalum divergens Döll (1877)
- Paspalum durifolium Mez (1917)
- Paspalum edmondii León (1920)
- Paspalum ekmanianum Henrard (1921)
- Paspalum ellipticum Döll (1877)
- Paspalum equitans Mez (1917)
- Paspalum erectum Chase (1929)
- Paspalum erianthoides Lindm., Kongl. Svenska Vetensk. Acad. Handl., n.s. (1900)
- Paspalum erianthum Nees ex Trin. (1826)
- Paspalum eucomum Nees ex Trin. (1828)
- Paspalum exaltatum J.Presl (1830)
- Paspalum expansum Döll (1877)
- Paspalum falcatum Nees ex Steud. (1853)
- Paspalum fasciculatum Willd. ex Flüggé, Gram. Monogr. (1810)
- Paspalum filgueirasii Morrone & Zuloaga (2003)
- Paspalum filifolium Nees ex Steud. (1853)
- Paspalum filiforme Sw. (1788)
- Paspalum fimbriatum Kunth (1816)
- Paspalum flaccidum Nees (1829)
- Paspalum flavum J.Presl (1830)
- Paspalum floridanum Michx. (1803)
- Paspalum formosum Swallen (1967)
- Paspalum forsterianum Flüggé, Gram. Monogr. (1810)
- Paspalum galapageium Chase (1935)
- Paspalum gardnerianum Nees (1850)
- Paspalum geminiflorum Steud. (1853)
- Paspalum gemmosum Chase ex Renvoize (1972)
- Paspalum giganteum Baldwin ex Vasey (1886)
- Paspalum glabrinode (Hack.) Morrone & Zuloaga (1989)
- Paspalum glaucescens Hack. (1901)
- Paspalum glumaceum Clayton (1975)
- Paspalum goyanum Swallen (1967)
- Paspalum goyasense Davidse, Morrone, Zuloaga (2001)
- Paspalum gracielae Sulekic (2006)
- Paspalum guaricense Swallen (1967)
- Paspalum guayanerum Beetle (1977)
- Paspalum guenoarum Arechav. (1894)
- Paspalum guttatum Trin. (1826)
- Paspalum haenkeanum J.Presl (1830)
- Paspalum hartwegianum E.Fourn. (1886)
- Paspalum hatschbachii Zuloaga & Morrone (2000)
- Paspalum haumanii Parodi (1925)
- Paspalum heterotrichon Trin. (1829)
- Paspalum hintonii Chase (1937)
- Paspalum hirsutum Retz. (1781)
- Paspalum hirtum Kunth (1816)
- Paspalum hispidum (sv) Swallen (1950)
- Paspalum hitchcockii Chase (1929)
- Paspalum humboldtianum Flüggé, Gram. Monogr. (1810)
- Paspalum hyalinum Nees ex Trin. (1826)
- Paspalum imbricatum Filg. (1981)
- Paspalum inaequivalve Raddi (1823)
- Paspalum inconstans Chase (1927)
- Paspalum indecorum Mez (1917)
- Paspalum insulare Ekman (1929)
- Paspalum intermedium Munro ex Morong (1893)
- Paspalum ionanthum Chase (1937)
- Paspalum jaliscanum Chase ex Hitchc. (1913)
- Paspalum jesuiticum Parodi (1969)
- Paspalum jimenezii Chase (1929)
- Paspalum juergensii Hack. (1909)
- Paspalum junceum C.Cordem. (1895)
- Paspalum killipii (Hitchc.) Zuloaga & Soderstr. (1985)
- Paspalum lachneum Nees ex Steud. (1853)
- Paspalum lacustre Chase ex Swallen (1967)
- Paspalum laeve Michx. (1803)
- Paspalum lamprocaryon K.Schum. (1895)
- Paspalum lanciflorum Trin. (1829)
- Paspalum langei (E.Fourn.) Nash (1912)
- Paspalum latipes Swallen (1967)
- Paspalum laxum Lam. (1791)
- Paspalum lentiginosum J.Presl (1830)
- Paspalum leptachne Chase (1929)
- Paspalum ligulare Nees (1829)
- Paspalum lilloi Hack. (1914)
- Paspalum lindenianum A.Rich. (1850)
- Paspalum lineare Trin. (1826)
- Paspalum loefgrenii Ekman (1911)
- Paspalum longiaristatum Davidse & Filg. (1993)
- Paspalum longicuspe Nash (1912)
- Paspalum longifolium Roxb. (1820)
- Paspalum longipedunculatum J.Le Conte (1820)
- Paspalum longipilum Nash (1900)
- Paspalum longum Chase (1931)
- Paspalum macranthecium Parodi, Notas Mus. La Plata (1943)
- Paspalum macrophyllum Kunth (1816)
- Paspalum maculosum Trin. (1826)
- Paspalum madorense Renvoize (1984)
- Paspalum malacophyllum Trin. (1829)
- Paspalum malmeanum Ekman (1911)
- Paspalum mandiocanum Trin. (1826)
- Paspalum maritimum Trin., Mém. Acad. Imp. Sci. Saint-Pétersbourg, Sér. 6, Sci. Math. (1834)
- Paspalum marmoratum Kuhlm. (1925)
- Paspalum mayanum Chase (1934)
- Paspalum melanospermum Desv. ex Poir. (1816)
- Paspalum microstachyum J.Presl (1830)
- Paspalum millegranum Schrad. (1824)
- Paspalum minarum Hack. (1901)
- Paspalum minus E.Fourn. (1886)
- Paspalum modestum Mez (1917)
- Paspalum molle Poir. (1804)
- Paspalum monostachyum Vasey ex Chapm., Fl. South. U.S. (1883)
- Paspalum morichalense Davidse, Zuloaga & Filg. (1995)
- Paspalum motembense León (1926)
- Paspalum multicaule Poir. (1816)
- Paspalum multinervium A.G.Burm. (1987)
- Paspalum multinodum B.K.Simon (1992)
- Paspalum mutabile Chase (1929)
- Paspalum nanum C.Wright ex Griseb. (1866)
- Paspalum nelsonii Chase (1929)
- Paspalum nesiotes Chase (1929)
- Paspalum nicorae Parodi, Notas Mus. La Plata (1943)
- Paspalum niquelandiae Filg. (1995)
- Paspalum notatum Flüggé, Gram. Monogr. (1810)
- Paspalum nudatum Luces (1942)
- Paspalum nummularium Chase ex Send.et A.G.Burm. (1981)
- Paspalum nutans Lam. (1791)
- Paspalum oligostachyum Salzm. ex Steud. (1853)
- Paspalum orbiculatum Poir. (1804)
- Paspalum oteroi Swallen (1967)
- Paspalum ovale Nees ex Steud. (1853)
- Paspalum pallens Swallen (1967)
- Paspalum pallidum Kunth (1816)
- Paspalum palmeri Chase (1929)
- Paspalum palustre Mez (1917)
- Paspalum paniculatum L., Syst. Nat. ed. 10 (1759)
- Paspalum parviflorum Rhode ex Flüggé, Gram. Monogr. (1810)
- Paspalum pauciciliatum (Parodi) Herter (1940)
- Paspalum paucifolium Swallen (1967)
- Paspalum peckii F.T.Hubb. (1913)
- Paspalum pectinatum Nees (1828)
- Paspalum penicillatum Hook.f. (1847)
- Paspalum petilum Chase (1937)
- Paspalum petrense A.G.Burm. (1980)
- Paspalum petrosum Swallen (1967)
- Paspalum phyllorhachis Hack. (1901)
- Paspalum pictum Ekman (1911)
- Paspalum pilgerianum Chase (1927)
- Paspalum pilosum Lam. (1791)
- Paspalum pisinnum Swallen (1967)
- Paspalum planum Hack. (1907)
- Paspalum plenum Chase (1929)
- Paspalum pleostachyum Döll (1877)
- Paspalum plicatulum Michx. (1803)
- Paspalum plowmanii Morrone & Zuloaga (2003)
- Paspalum polyphyllum Nees ex Trin. (1826)
- Paspalum praecox Walter (1788)
- Paspalum procurrens Quarín (1993)
- Paspalum prostratum Scribn. & Merr. (1901)
- Paspalum proximum Mez (1917)
- Paspalum psammophilum Nash ex Hitchc. (1906)
- Paspalum pubiflorum E.Fourn. (1886)
- Paspalum pulchellum Kunth (1816)
- Paspalum pumilum Nees (1829)
- Paspalum pygmaeum Hack. (1912)
- Paspalum quadrifarium Lam. (1791)
- Paspalum quarinii Morrone & Zuloaga (2000)
- Paspalum racemosum Lam. (1791)
- Paspalum ramboi I.L.Barreto (1983)
- Paspalum reclinatum Chase (1943)
- Paspalum rectum Nees (1850)
- Paspalum redondense Swallen (1967)
- Paspalum reduncum Nees ex Steud. (1853)
- Paspalum redundans Chase (1935)
- Paspalum regnellii Mez (1917)
- Paspalum remotum Remy, Ann. Sci. Nat. (1846)
- Paspalum repens P.J.Bergius (1772)
- Paspalum reptatum Hitchc. & Chase (1917)
- Paspalum restingense Renvoize (1984)
- Paspalum reticulinerve Renvoize (1995)
- Paspalum riedelii Mez (1917)
- Paspalum rigidifolium Nash (1899)
- Paspalum riparium Nees (1829)
- Paspalum rocanum León (1920)
- Paspalum rottboellioides C.Wright (1871)
- Paspalum rufum Nees ex Steud. (1853)
- Paspalum rugulosum Morrone & Zuloaga (1995)
- Paspalum rupestre Trin. (1836)
- Paspalum rupium Renvoize (1984)
- Paspalum saccharoides Nees ex Trin. (1827)
- Paspalum saugetii Chase ex Ekman (1929)
- Paspalum saurae (Parodi) Parodi (1969)
- Paspalum scalare Trin. (1829)
- Paspalum schultesii Swallen (1967)
- Paspalum scrobiculatum L. (1767)
- Paspalum scutatum Nees ex Trin. (1826)
- Paspalum serpentinum Hochst. ex Steud. (1853)
- Paspalum setaceum Michx. (1803)
- Paspalum simplex Morong (1893)
- Paspalum sodiroanum Hack. (1901)
- Paspalum soukupii E.Carbono (1995)
- Paspalum sparsum Chase (1934)
- Paspalum squamulatum E.Fourn. (1886)
- Paspalum standleyi Chase (1927)
- Paspalum stellatum Flüggé, Gram. Monogr. (1810)
- Paspalum strigosum Döll ex Chase (1929)
- Paspalum subciliatum Chase (1927)
- Paspalum subfalcatum (Döll) Tutin (1934)
- Paspalum subsesquiglume Döll (1877)
- Paspalum supinum Bosc ex Poir. (1804)
- Paspalum telmatum Swallen (1967)
- Paspalum tenellum Willd. (1809)
- Paspalum thunbergii Kunth ex Steud. (1853)
- Paspalum tillettii Davidse & Zuloaga (1992)
- Paspalum tinctum Chase (1929)
- Paspalum tolucense R.Guzmán (1982)
- Paspalum trachycoleon Steud. (1853)
- Paspalum trianae Pilg. (1899)
- Paspalum trichophyllum Henrard (1941)
- Paspalum trichotomum Hack. (1901)
- Paspalum trinii Swallen (1967)
- Paspalum tuberosum Mez (1917)
- Paspalum tumidum Kuhlm. (1925)
- Paspalum turriforme R.W.Pohl, Fieldiana, Bot., n.s. (1980)
- Paspalum umbrosum Trin., Mém. Acad. Imp. Sci. Saint-Pétersbourg, Sér. 6, Sci. Math. (1834)
- Paspalum unispicatum (Scribn. & Merr.) Nash (1912)
- Paspalum urbanianum Ekman (1936)
- Paspalum urvillei Steud. (1853)
- Paspalum usteri Hack. (1908)
- Paspalum uyucense R.W.Pohl (1986)
- Paspalum vaginatum Sw. (1788)
- Paspalum validum Swallen (1967)
- Paspalum vallsii R.C.Oliveira & G.H.Rua (2005)
- Paspalum variabile (E.Fourn.) Nash (1912)
- Paspalum venezuelanum (Chase) A.G.Burm. (1987)
- Paspalum virgatum L., Syst. Nat. ed. 10 (1759)
- Paspalum virletii E.Fourn. (1886)
- Paspalum volcanense Zuloaga, Morrone & S.Denham (2000)
- Paspalum wrightii Hitchc. & Chase (1917)
- Paspalum zuloagae Davidse & Filg. (1995)